# Брант, Джозеф
Тайенданегеа (англ. Thayendanegea), в крещении Джо́зеф Брант (англ. Joseph Brant; март 1743 — 24 ноября 1807) — военный вождь ирокезского племени мохок, офицер Британской армии. Участвовал во Франко-индейской войне, войне против Понтиака и войне за независимость США. За жестокость к американским колонистам получил прозвище Монстр Брант (англ. Monster Brandt). Встречался с известными людьми своего времени, в том числе с английским королём Георгом III и первым президентом США Джорджем Вашингтоном.

## Ранние годы
Родился в марте 1743 года в Огайо, приблизительно, в долине реки Кайахога, куда мохоки пришли на время охотничьего сезона. Получил индейское имя Тайенданегеа, в переводе с мохокского — Дважды метнувший жребий. По материнской линии принадлежал к клану Волка. Метрическая книга церкви форта Хантер, в провинции Нью-Йорк, указывает, что его родители были христианами-англиканами, их имена — Питер и Маргарет.
Вскоре после рождения Джозефа умер его отец. После возвращения мохоков с охоты Джозеф, вместе с матерью и старшей сестрой Молли, проживал в мохокском селении Канаджохари в долине реки Мохок. 9 сентября 1753 года его мать вышла замуж за овдовевшего мохокского вождя (сахема) Бранта (индейское имя — Канагарадунка). Отчим Джозефа имел связи с британской колониальной администрацией, его дед Сагаендваратон (в переводе с мохокского — Старый дым) был одним из четырёх вождей мохоков, посетивших Великобританию в 1710 году. Брак с вождём улучшил положение Маргарет и её детей.
Отчим Джозефа был другом суперинтенданта Северного Индейского департамента генерал-майора Уильяма Джонсона. Во время частых визитов к мохокам Джонсон всегда останавливался в доме Бранта. Сестра Джозефа Молли вышла замуж за Джонсона. После свадьбы сестры Джозеф долгое время жил у своего зятя, который оказывал ему покровительство, дал образование в английском стиле и познакомил с влиятельными лидерами провинции Нью-Йорк.
С 16 лет Джозеф Брант, вместе со своими соплеменниками, участвует во Франко-индейской войне на стороне Великобритании: в 1758 году участвует экспедиции Аберкромби, закончившейся поражением при форте Карильон; в 1759 году — в сражении у форта Ниагара; в 1760 году — в монреальской экспедиции Амхерста. Был в числе 182 индейцев, награждённых британской серебряной медалью.
В 1761 году Джонсон направил Джозефа Бранта и ещё двух мохоков в Моорскую благотворительную школу в Коннектикуте, в которой Джозеф научился читать и писать на английском языке, а также изучил ряд других дисциплин. В 1763 году, при поддержке Джонсона, он готовился поступить в Королевский колледж в Нью-Йорке. Но начавшаяся война с коалицией индейских племён во главе с Понтиаком нарушила его планы. Во избежания враждебного отношения со стороны индейцев, он оставил учёбу и вернулся в Канаджохари.
В марте 1764 года Джозеф Брант участвует в нападениях ирокезов на селения делаваров в долинах Саскуэханны и Чемунга.
После смерти отчима Джозеф, около Канаджохари, на южном берегу реки Мохок, завёл ферму площадью в 80 акров (320 тысяч квадратных метров), на которой, вместе с женой, выращивал кукурузу и разводил скот, и небольшой магазин.
Джозеф Брант свободно владел английским языком, а также знал несколько, три или шесть, языков конфедерации ирокезов. В 1766 году он становится переводчиком в Северном Индейском департаменте.
Весной 1772 года Джозеф отправился в форт Хантер к англиканскому священнику Джону Стюарту, которому помогал переводить на мохокский англиканский катехизис и Евангелие от Марка.

## Война за независимость США
В 1775 году Джозеф Брант назначен секретарём Северного Индейского департамента. Одновременно, он получил чин капитана Британской армии и был поставлен во главе отряда индейских воинов из Канаджохари. В апреле того же года, после начала войны за независимость США, перебрался в Квебек, 17 июля прибыл в Монреаль, а его жена и дети — в селение ирокезского племени тускарора Онакуага, на берегу Саскуэханны.

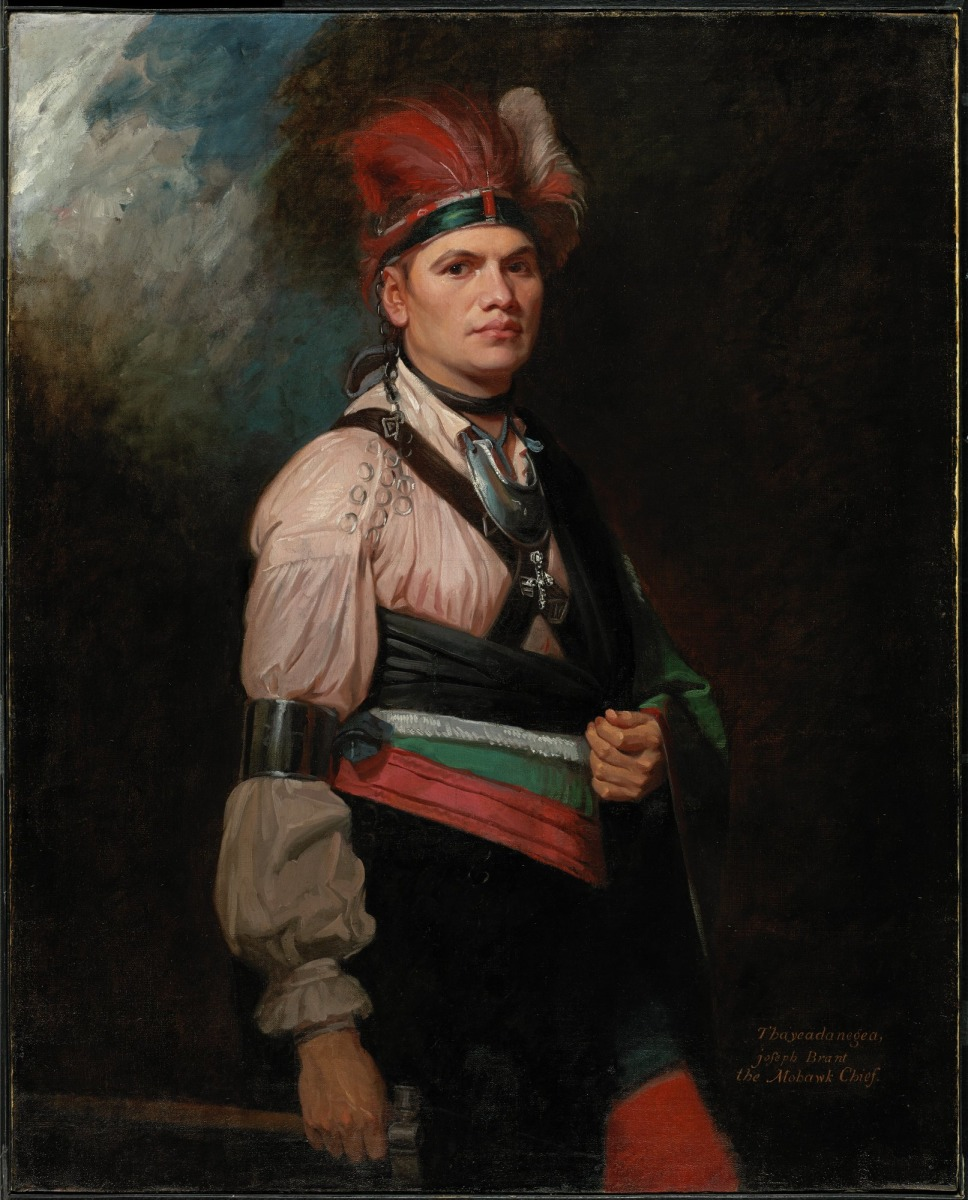
Портрет Джозефа Бранта работы Джорджа Ромни (1776)

11 ноября 1775 года Джозеф Брант, вместе с племянником Уильяма Джонсона Гаем, отправился в Лондон. Они надеялись убедить британское правительство решить земельные проблемы мохоков в обмен на их участие в войне с американскими колонистами. Конфедерации ирокезов были обещаны земли в Квебеке. В Лондоне Джозеф Брант стал знаменитостью, в Сент-Джеймсском дворце его принимает король Георг III. Вскоре Джозеф Брант вступает в масонскую ложу, Георг III лично вручил ему ритуальный передник.
В июле 1776 года Джозеф Брант, вместе с британскими войсками генерал-майора Хау, высадился на Статен-Айленд в Нью-Йорке. 27 августа принимает участие в сражении за Лонг-Айленд.
В ноябре 1776 года Джозеф Брант отправился, через территорию контролируемую сторонниками независимости, из Нью-Йорка в Онакуага, где соединился со своей семьёй, а затем, в конце декабря, — в британский форт Ниагара. После Джозеф Брант посетил ряд селений Конфедерации ирокезов, призывая их вступить в войну на стороне Великобритании. Отношение ирокезов к призывам Джозефа Бранта было неоднозначным: ещё в 1775 году Конфедерация ирокезов приняла решение о нейтралитете в войне между метрополией и колонистами; сторонников независимости поддерживал вождь мохоков Джозеф Луис Кук, ставший из-за этого врагом Джозефа Бранта. Весной 1777 года Джозеф Брант вернулся в Онакуага, где в частном порядке начал вербовать воинов. В мае к нему присоединился отряд американских лоялистов, впоследствии названный «Волонтёрами Бранта». В июне отряд Джозефа Бранта направился к деревне Унадилла в провинции Нью-Йорк, где был остановлен отрядом трионских милиционеров (ополченцев) в 380 человек во главе с Николасом Хекимером. Хекимер просил ирокезов соблюдать нейтралитет, но Джозеф Брант заявил, что индейцы сохраняют верность королю.

### Боевые действия в 1777 году
В июле 1777 года пять племён Конфедерации ирокезов — сенека, кайюга, онондага, мохоки и часть тускарора отказалась от политики нейтралитета и вступили в войну на стороне Великобритании. Входившие в Конфедерацию племя онайда и другая часть племени тускарора перешли на сторону США. Военными вождями пробританских ирокезов избрали вождей сенека Сайенкерату и Сажателя Кукурузы. Военными вождями мохоков были избраны Джозеф Брант и Джон Десеронто.
В в том же месяце Джозеф Брант отправился со своим отрядом к форту Осуиго, где соединился с бригадным генералом Барри Сент-Леджером. Сент-Леджер планировал наступать в долине реки Мохок, а затем в Олбани объединиться с генерал-лейтенантом Бергойном, который выступил из района озера Шамплейн и верховьев реки Гудзон. 2 августа наступление Сент-Леджера остановилось из-за осады форта Стенвикс. 6 августа Джозеф Брант отличился в сражении при Орискани, в результате которого была сорвана попытка деблокировать осаждённый форт, но 22 августа Сент-Леджер снял осаду с форта Стенвикс. После осады Джозеф Брант соединился с отрядом Бергойна, но из-за разногласий с последним вернулся в форт Ниагара, где участвовал в планировании кампании следующего года. Впоследствии, Бергойн был разбит и капитулировал при Саратоге.

### Боевые действия в 1778 году
В апреле 1778 года Джозеф Брант вернулся в Онакуага. Он был одним из самых активных лидеров войны на фронтире: его воины нападали на колонистов, разоряли их поселения и угоняли их скот. 30 мая он одержал победу при Коблскилле. 17 сентября, вместе с рейнджерами подполковника Джона Батлера, под командованием капитана Уильяма Колдуэлла, совершил успешный рейд на Джерман-Флэтс. В результате этого рейда колонисты лишились 63 жилых домов, 59 амбаров с зерном, 3 мельниц, 235 лошадей, 229 голов крупного рогатого скота, в том числе 93 быков, 279 овец.
8 октября, воспользовавшись тем, что Джозеф Брант и его воины находились в рейде, солдаты Континентальной армии и нью-йоркские ополченцы напали на Онакуагу. Американцы сожгли селение, забили скот, вырубили яблоневые деревья, уничтожили посевы кукурузы и убили несколько индейских детей, прятавшихся в ней.
В отместку за сожжение Онакуага, Джозеф Брант, вместе с вождями сенека Сажателем Кукурузы и Маленькой Птицей, рейнджерами Батлера, во главе с капитаном Уолтером Батлером — сыном Джона Батлера, и 50 солдатами 8-го Королевского пехотного полка, 17 ноября совершает нападение на долину Черри-Валли, в результате которого было убито 14 солдат и офицеров 7-го Массачусетского полка, в том числе комендант Черри-Валли полковник Икабод Олден, и 30 мирных жителей, ещё 11 американских солдат и офицеров, включая заместителя коменданта подполковника Уильяма Стейси, и 30 мирных жителей было взято в плен.

#### «Монстр Брант»
После событий в Черри-Велли сторонники независимости дали Джозефу Бранту прозвище «Монстр Брант» и объявили его главным виновником избиения мирного населения. Информация о его жестокости получила широкое распространение. Ему приписывали участие в нападении 3 июля на 360 коннектикутских ополченцев в Вайоминге в Пенсильвании, во время которого около 340 ополченцев было убито и от 5 до 20 взято в плен, но Джозеф Брант не имел никакого отношения к этим событиям. Враждебное отношение американцев к Джозефу Бранту сохранялось долгое время: когда в 1797 году он посетил США, в его адрес шли угрозы, губернатор штата Нью-Йорк, опасаясь за его жизнь, выделил ему вооружённую охрану. Примечательно, обвиняя индейцев в «убийствах» и «резне», американские колонисты считали нападения на селения индейцев, в ходе которых также гибло мирное население, обычной тактикой партизанской войны.
Существует информация, что Джозеф Брант пытался сдерживать излишнюю жестокость своих соплеменников. Некоторые историки указывают на случаи, когда он проявлял сострадание к побеждённым американцам, особенно по отношению к женщинам, детям и новобранцам. Существует предположение, что погибший при нападении на Черри-Валли полковник Икабод Олден говорил, что предпочитает попасть в плен к Джозефу Бранту, нежели к лоялистам. Но американский историк и романист Алан Уэсли Эккерт утверждает, что Джозеф Брант преследовал и убил Олдена, когда тот, во время нападения на Черри-Валли, попытался бежать к американскому форту. Когда ирокезы, по своему обычаю, привязали пленного подполковника Стейси к столбу и собирались подвергнуть его пытке, именно заступничество Джозефа Бранта спасло последнему жизнь. По легенде, Стейси был масоном и когда индейцы собирались его пытать показал масонский знак просьбы о помощи, Джозеф Брант, также являвшийся масоном, узнал этот знак и вмешался. Эккерт считает, что в истории Джозефа Бранта и подполковника Стейси больше вымысла, чем фактов, но не даёт никаких документальных подтверждений.

### Боевые действия в 1779 году
В феврале 1779 года Джозеф Брант отправился в Монреаль на переговоры с губернатором Квебека Фредериком Халдимандом, который назначил его капитаном всех союзных индейских войск на северном фронтире. Халдиманд обязался снабжать индейцев и американских лоялистов, но отказался выплачивать им жалованье. Также, он пообещал после войны пожаловать мохокам земли в Квебеке, о чём Джозеф Брант вёл переговоры ещё в самом начале войны. Ранее, это обещание было включено в Королевскую декларацию 1763 года, договор в форте Стенвикс 1768 года и Акт о Квебеке 1774 года.
В мае Джозеф Брант вернулся в форт Ниагара. За счёт средств от жалованья и трофеев в долине реки Ниагара, в 6 милях (10 километрах) от форта, он купил ферму, для работы на которой использовал купленных или захваченных во время набегов негров-рабов. Для проживавших рядом индейцев он построил небольшую церковь.
В начале июля британское командование узнала о планах Континентальной армии организовать экспедицию на территорию Конфедерации ирокезов. Джозеф Брант был послан в рейд к верховьям реки Делавэр и 19—22 июля нанёс поражение американским ополченцам при Минисинке. Против ирокезов был направлены крупные силы Континентальной армии под командованием генерала Джона Салливана. 29 августа Джозеф Брант, вместе с вождями сенека Сажателем Кукурузы и Сайньюратой, рейнджерами Джона Батлера и 15 солдатами 8-го Королевского пехотного полка, потерпел поражение при Ньютауне. Войска Салливана уничтожили селения и посевы ирокезов, которые вынуждены были уйти к форту Ниагара.

### Боевые действия в 1780—1783 годах
В начале 1780 года Джозеф Брант возобновил нападения на американские войска и поселения в долине реки Мохок. В феврале и апреле совершает набеги на Харперсфилд. В середине июля нападает на селение ирокезского племени онайда, являвшегося союзником США, Канонвалохале, в котором его воины уничтожили дома, лошадей и посевы. Некоторые онейда вынуждены были сдаться, другие ушли к форту Стенвикс. Затем Джозеф Брант уничтожил ряд населённых пунктов в долине реки Мохок, в том числе своё родное селение Канаджохари. На обратном пути его воины совершают нападение на Шохари, Черри-Велли и Герман-Флэттс. Соединившись с рейнджерами Джона Батлера и солдатами Королевского Нью-Йоркского полка, совершает третью экспедицию в долину реки Мохок. 19 октября ранен в бою на Клок-филд.
В апреле 1781 года Джозеф Брант направлен в форт Детройт, для защиты от вторгшихся в Огайо войск бригадного генерала Джорджа Кларка. 24 августа, в районе современного города Орора в штате Индиана, он наносит поражение пенсильванскому ополчению. Эта победа сорвала американское нападение на форт Детройт. В этом бою Джозеф Брант снова был ранен. Зиму 1781—1782 годов он провёл в форте Детройт. После получения известий о капитуляции английской войск в Йорктауне призывал ирокезов хранить верность Британской короне.
В июне 1782 года Джозеф Брант и его воины были направлены в форт Осуиго. В июле, во главе отряда в 460 индейцев, нападает на форты Херкимер и Дайтон. Во время этой экспедиции он получает письмо от губернатора Квебека Халдиманда, в котором объявлялось о прекращение боевых действий и начале мирных переговоров между Великобританией и США. Джозеф Брант осудил действия англичан и призвал индейцев продолжать войну.

## После войны
В конце лета 1783 года Джозеф Брант отправляется в Огайо, территория которой после Парижского мира 1783 года номинально входила в состав США. В августе — сентябре присутствовал на трёх советах представителей индейских племён в районе форта Детройт и Нижнем Сандаски (7 сентября). По его инициативе была образована Западная Индейская Конфедерация: ирокезы и 29 других индейских племён обязались защищать условия договора в форте Стенвикс 1768 года, любое индейское племя не могло уступать или продавать свои земли без согласия других племён.
С конца августа по сентябрь 1783 года он участвует в переговорах между Конфедерацией ирокезов и провинцией Нью-Йорк в форте Стенвикс. Но в октябре отказался отправляться на переговоры с представителями (комиссарами) Конгресса Конфедерации. Во время переговоров американцы задержали нескольких вождей Конфедерации ирокезов в качестве заложников, чтобы добиться их освобождения Джозефу Бранту пришлось отказаться от планируемой поездки в Великобританию. 22 октября 1784 года в форте Стенвикс был заключён договор между США и Конфедерацией ирокезов, которые были вынуждены сделать большие территориальные уступки, а также признать претензии США на территории других племён на западе и юге, в относительно выгодном положении оказались племена онайда, бывшее союзником США во время войны за независимость, и онондага.
В 1783 году Джозеф Брант консультировал губернатора Квебека Халдиманда по вопросам об индейских землях. 25 октября 1784 года Халдиманд издаёт прокламацию об образовании в долине реки Гранд-Ривер резервации ирокезов площадью в 2 миллиона акров (833 333 гектар). Осенью, после совета представителей племён Конфедерации ирокезов в нью-йоркской резервации Баффало-Крик, половина ирокезов ушла в Канаду, другая — осталась в США. В новой резервации Джозеф Брант выстроил себе двухэтажный дом, напоминавший, по мнению современников, дворец, по сравнению с другими домами индейцев, и организовал ферму, на которой выращивали зерновые, разводили крупный рогатый скот, овец и свиней. В его хозяйстве трудилось около 20 слуг и рабов, как белых, главным образом пленные времён войны за независимость США, так и негров.

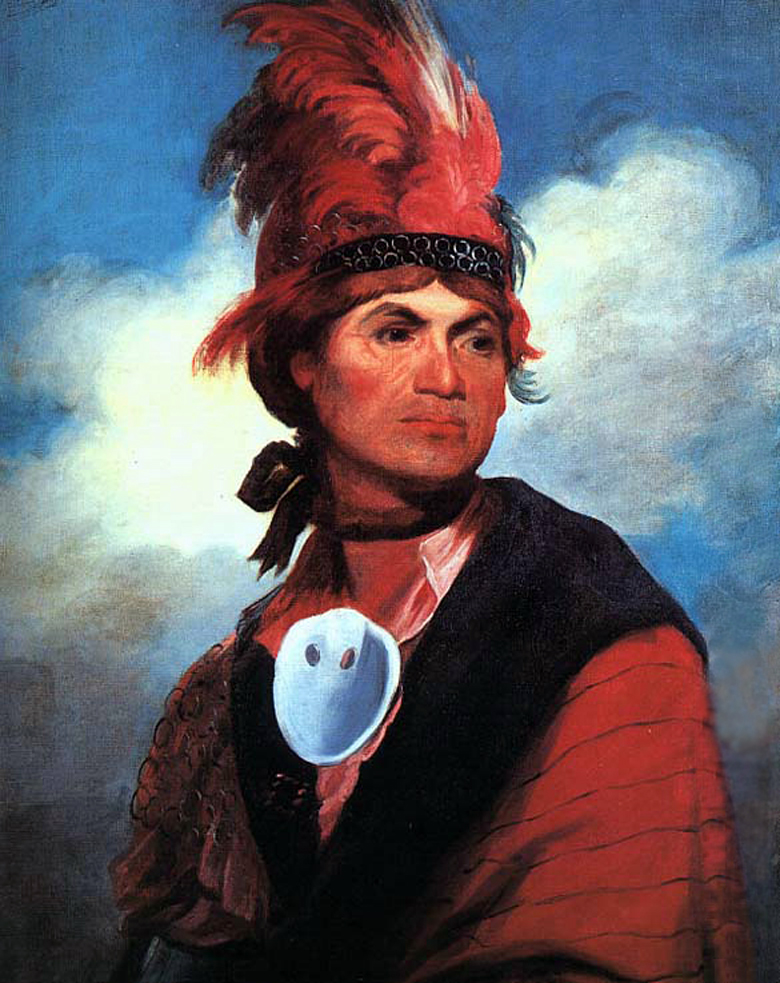
Портрет Джозефа Бранта работы Гилберта Стюарта (1786)

В ноябре 1785 года Джозеф Брант отправился в Лондон, чтобы просить короля Георга III поддержать Западную Индейскую Конфедерацию. Британское правительство отказалось поддерживать Конфедерацию, но назначило Джозефу Бранту пенсию и согласилось полностью возместить мохокам убытки, понесённые во время войны за независимость США. Примечательно, что американские лоялисты, эмигрировавшие после войны в Канаду и другие британские колонии, в отличие от индейцев, получили только частичную компенсацию за утрату собственности. Также, Джозеф Брант предпринял дипломатическую поездку в Париж. В июле 1786 года он возвратился в Квебек.
В декабре 1786 года в вайандотском селении Браунстаун Джозеф Брант, вместе с вождями Западной Индейской Конфедерации, принимает участие с составлении заявления правительству США, устанавливавшему границу между Индейской территорией и США по реке Огайо. Вместе с тем, Джозеф Брант допускал возможность поиска компромисса в отношениях между США и индейцами.
В 1790 году началась война между США и Западной Индейской Конфедерацией. Джозеф Брант отказался принимать в ней участие, но вёл переговоры с новым губернатор Квебека Гаем Карлтоном по вопросу об оказании помощи индейцам. Карлтон ответил отказом, но англичане снабжали Западную Индейскую Конфедерацию оружием и провизией. Кроме того, на стороне индейцев сражались английские и канадские добровольцы.
В 1792 году Джозеф Брант, по приглашению американского правительства, посетил тогдашнюю столицу США Филадельфию, где встретился с первым президентом США Джорджем Вашингтоном. Джозефу Бранту было предложено остаться в США, в нью-йоркской резервации Буффало-Крик, ему была обещана крупная пенсия. Он отказался, но по свидетельству Тимоти Пикеринга, бывшего в то время Генеральным почтмейстером США, получил от американского правительства денежные выплаты. Будучи в США, Джозеф Брант неудачно попытался выступить посредником в мирных переговорах между США и Западной Индейской Конфедерацией. Война продолжалась. 20 августа 1794 года индейцы потерпели поражение при Фоллен Тимберс. 2 августа 1795 года был подписан Гринвилльский договор. Западная Индейская Конфедерация распалась.

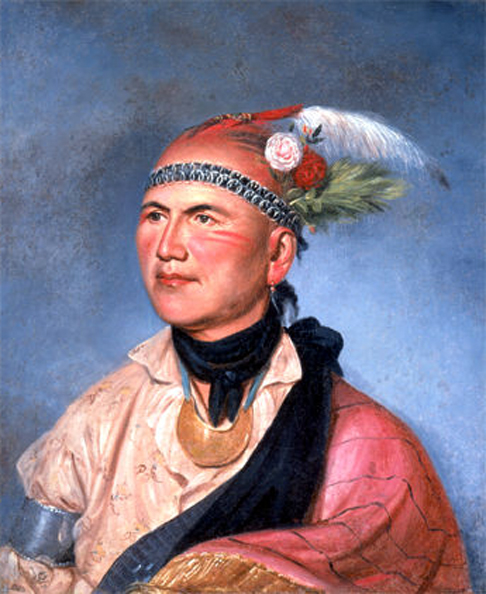
Портрет Джозефа Бранта работы Чарльза Пила (1797)

В начале 1797 года Джозеф Брант снова отправился в Филадельфию, для переговоров с британским послом в США Робертом Листоном и американским правительством. Во время выступления в Конгрессе он заявил о нежелании снова воевать с США. В это время Великобритания воевала с Францией и Испанией. Во время встречи с французским послом в США Пьером Адэ Джозеф Брант отверг предложение последнего поднять в Канаде восстание против англичан. В то время, когда Джозеф Брант вернулся из США, у британских колониальных властей возникли опасения из-за возможного франко-испанского вторжения в Канаду из Луизианы и восстания индейцев. Чтобы быть уверенным в лояльности Джозефа Бранта, лейтенант-губернатор Верхней Канады Питер Рассел, по совету из метрополии, разрешил ему продать свою землю, хотя в Британской Северной Америке было запрещено отчуждение индейских земель.
В конце 1800 — начале 1801 годов возникла угроза новой войны между Великобританией и США. Джозеф Брант начал переговоры с губернатором штата Нью-Йорк Джорджем Клинтоном о возможности, в случае поражения Великобритании, организации новой резервации ирокезов в Огайо, в районе современного города Сандаски. В январе 1802 года власти Верхней Канады узнали о заговоре во главе с вице-президентом США Аароном Бёрром и губернатором Нью-Йорка Джорджем Клинтоном, с целью свергнуть британское правление и образовать республику, с последующим её вхождением в состав США. Но планируемое в сентябре того же года американское вторжение в Канаду не произошло и антианглийский заговор провалился.

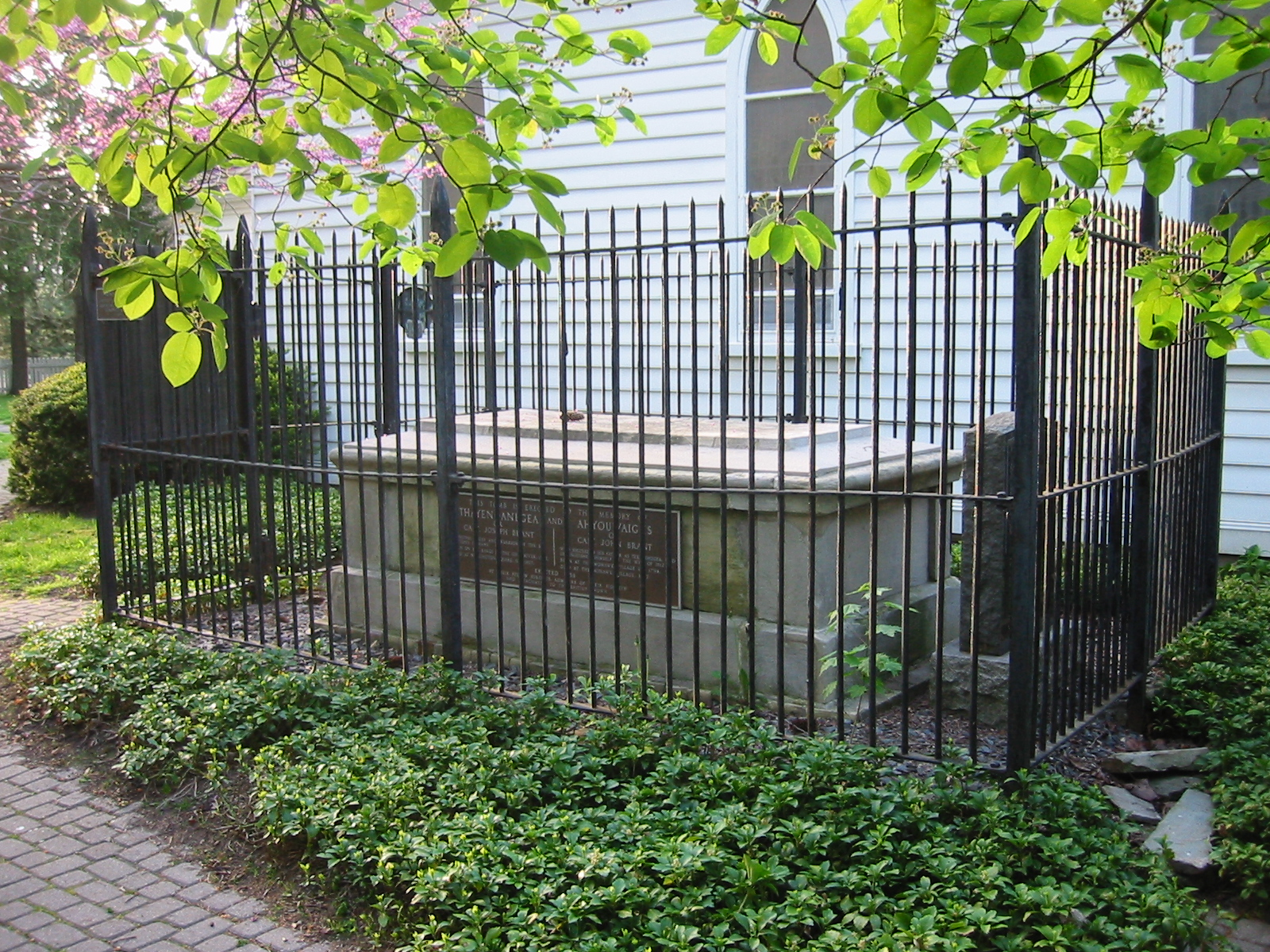
Могила Джозефа Бранта во дворе Часовня мохоков в Брантфорде, провинция Онтарио, Канада

В это время Джозеф Брант пытался купить у индейцев-миссиссогов 3,5 тысячи акров (14 квадратных километров) земли на побережье озера Онтарио, в районе залива Берлингтон-Бей. Лейтенант-губернатор Верхней Канады не позволил совершить сделку о купле-продаже земли между индейцами, но выкупил у миссиссауга вышеупомянутый участок земли и передал его Джозефу Бранту. На приобретённой земле, приблизительно в 1802 году, Джозеф Брант выстроил себе особняк, внешне напоминавший Джонсон-Холл — дом Уильяма Джонсона в Джонстоне, в провинции Нью-Йорк, и организовал ферму. В 1874 году на месте поместья Джозефа Бранта был основан город Берлингтон.
Джозеф Брант умер в своём поместье на берегу озера Онтарио 24 ноября 1807 года. По словам его приёмного племянника Джона Нортона (индейское имя — Тионеноковаен) он был обеспокоен судьбой индейцев и просил «сильных мира сего»: «...сжальтесь над бедными индейцами. Если у вас есть какие-либо влияние, постарайтесь использовать его для их блага».
В 1850 году останки Джозефа Бранта были перезахоронены рядом с Часовней мохоков, вокруг которой в 1877 году был основан город Брантфорд.

## Семья
22 июля 1765 года Джозеф Брант женился на крещёной соплеменнице Пэгги. В семье родилось двое детей — Исаак и Кристина. В марте 1771 года Пэгги умерла от туберкулёза. Сын Джозефа и Пэгги Исаак умер молодым: он напал на своего отца, который защищаясь нанёс ему рану, оказавшуюся смертельной. Вторую жену Джозефа звали Сюзанна. Она умерла в форте Ниагара в конце 1777 года. Зимой 1780 года Джозеф Брант женился на Екатерине Кроган (1759—1837) — дочери помощника суперинтендата Северного Индейского департамента Джорджа Крогана и крещёной индианки из племени мохоков. Третья жена Джозефа по материнской линии возглавила клан Черепахи — самый влиятельный в племени мохок. В семье родилось семь детей — Джозеф, Иаков (1786—1847), Джон (1794—1832), Маргарет, Екатерина, Мэри и Элизабет. Элизабет вышла замуж за внука Уильяма Джонсона и Молли Брант Уильяма Джонсона Керра, её сын стал верховным вождём мохоков.

## Наследие
Будучи военным вождём мохоков, Джозеф Брант не был потомственным вождём (сахемом): иногда его решения могли быть отменены сахемами и матерями клана. Но благодаря своим способностям, образованию и связям стал одним из величайших вождей своего народа и своего времени.

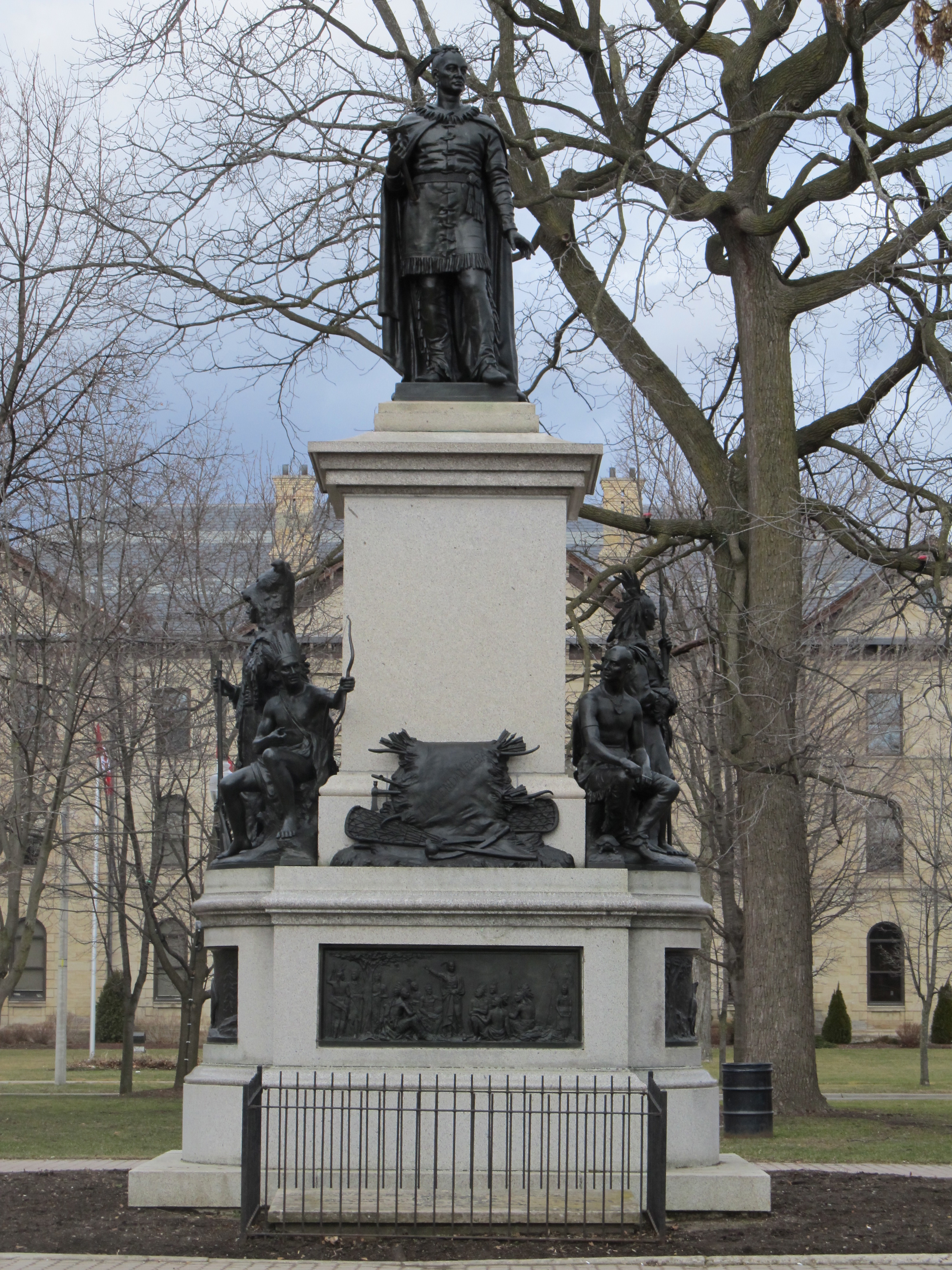
Памятник Джозефу Бранту в Брантфорде, провинция Онтарио, Канада

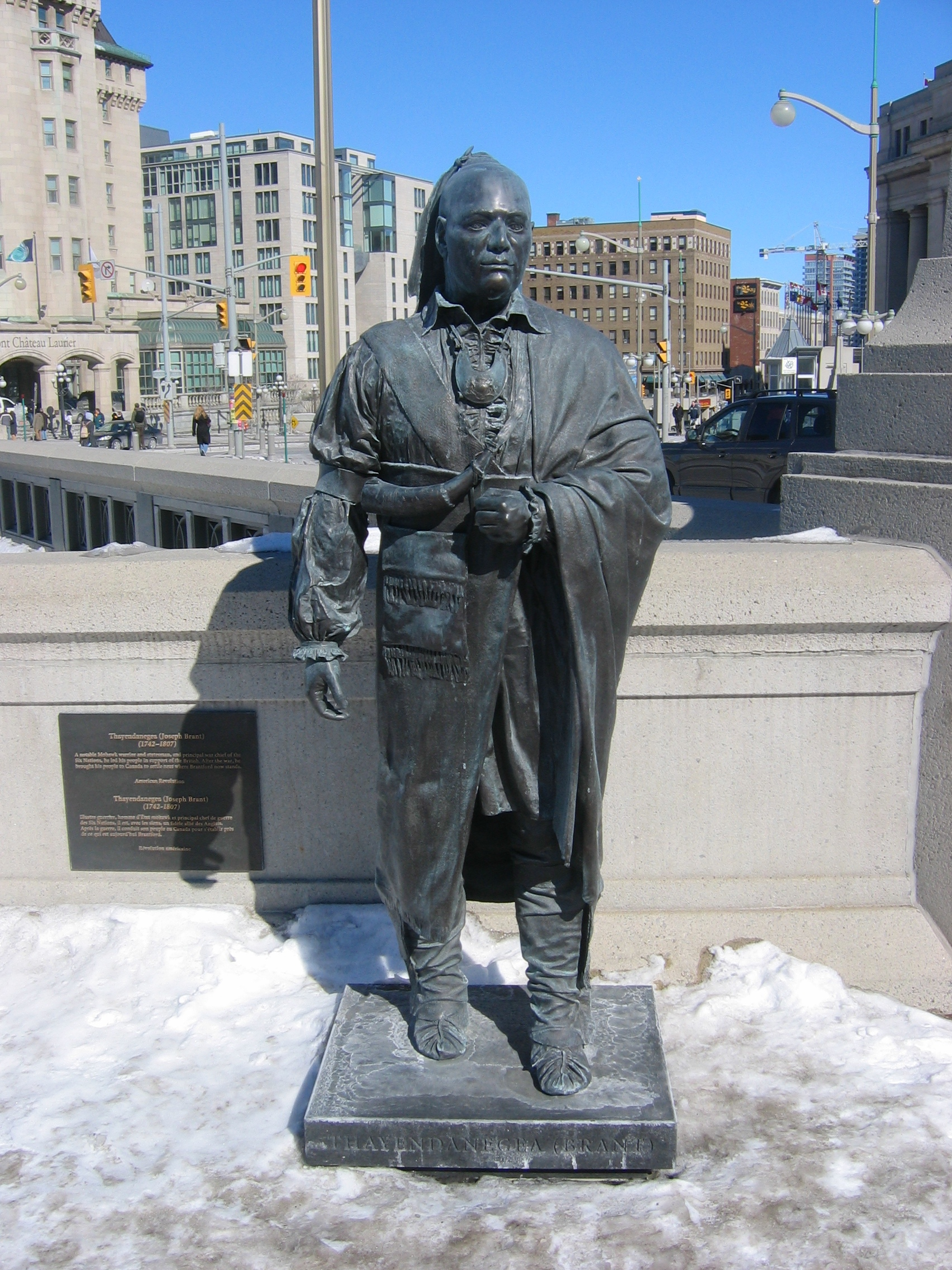
Памятник Джозефу Бранту на Мемориале доблестных в Оттаве, Канада

Джозеф Брант энергично отстаивал интересы Конфедерации ирокезов, стремясь ослабить контроль колониальных властей над индейскими землями. Чтобы добиться уступок, он использовал британские опасения, вызванные его отношениями с американцами и французами. Благодаря его действиям положение ирокезов в резервации на Гранд-Ривер было лучше, чем у их соплеменников в нью-йоркской резервации Буффало-Крик. Делом своей жизни он видел помочь индейцам пережить переход от одного этапа культурного развития к другому, преодолевая политические, социальные и экономические проблемы во время одного из самых нестабильных периодов американской истории.
Попытка Джозефа Бранта сплотить индейские племена в едином союзе оказала влияние на взгляды знаменитого вождя племени шауни Текумсе.

## Память
В Канаде, в провинции Онтарио, в его честь названы графство Брант, город Брантфорд, тауншип Тиендинага, индейская резервация Тиендинага-Мохок, госпиталь в городе Берлингтон. Его именем в Королевском военном колледже Канады названы 6-й эскадрон и одно из зданий — форт Брант. В США, в штате Нью-Йорк, в его честь назван город Брант.

### Археологические раскопки
В 1984—1985 годах археологами из Университета штата Нью-Йорк в Олбани под руководством Дэвида Гульдензопфа и Дина Сноу были проведены раскопки на территории мохокского поселения Индейский Замок (Деканохейдж) в округе Херкимер, штат Нью-Йорк. Среди исследованных объектов были дом, принадлежавший, приблизительно, в 1762—1780 годах, Джозефу Бранту и его сестре Молли. Размер дома составлял 20 × 39 футов (6 × 12 метров). Стены были сделаны из деревянных досок. Пол был деревянным, а не земляным. Отапливался дом камином, а не открытым очагом с дымоходом в центре крыши. Также в наличии был погреб, толщина его стен составляла 24 дюйма (60 сантиметров), а его глубина — 3,3 фута (1 метр). Во время войны за независимость США мохоки оставили селение, дом был занят американскими поселенцами. Впоследствии, между 1795 и 1820 годами дом сгорел во время пожара.
4 ноября 1993 года поселение было объявлено Национальным Историческим Памятником под названием исторический дистрикт Мохокский Верхний Замок.

## В массовой культуре
- Художественный фильм «Разорванная цепь» (США, 1993 год)
- Исторический роман авторского коллектива Ву Минг[итал.] «Манитуана[итал.]» (Италия, 2007 год)